# 露梁海戦
露梁海戦（ろりょうかいせん）は、慶長の役における最後の大規模海戦である。
露梁津は、南海島と半島本土との間にある海峡の地名で、朝鮮水軍の主将李舜臣はこの戦いで戦死した。韓国では露梁大捷と呼ばれ、朝鮮・明連合水軍が日本軍に大勝した戦いとされるが、日本側の文献では成功した作戦として記述されている。両軍の戦力および損害については不詳の点が多く隻数については異説がある。

## 海戦の背景
慶長3年（1598年）、日本軍最左翼の要衝である順天城守備の小西行長らは南下してきた明・朝鮮軍の9月19日から10月4日にわたる陸海からの攻撃を退け、10月9日には明・朝鮮水軍も拠点であった古今島へ退いた（順天城の戦い）。その後、豊臣秀吉死去に伴う帰国方針が朝鮮在陣の日本軍に伝えられ釜山へ撤退することとなった。この日本軍撤退の内情を察知した明・朝鮮連合軍は再び順天城を包囲したため小西行長の軍は撤退できずにいた。
既に撤退のため巨済島に集結を終えていた島津義弘、宗義智、立花宗茂、高橋直次、小早川秀包、筑紫広門らの左軍諸将や撤退の差配に出向いていた寺沢広高（正成）はそれを知り、急遽兵船を仕立て、小西軍救援のため17日の夜、順天へと向かった。これを知った明・朝鮮水軍は迎撃するため封鎖を解き露梁津へと東進した。

## 戦闘の経過
18日未明、露梁津を抜けようとした日本軍は南海島北西の小島、竹島の陰に潜んだ明水軍と同じく南海島北西の湾、観音浦に潜んだ朝鮮水軍とに出口で待ち伏せされ、南北から挟撃される形で戦闘が始まった。島津の将樺山久高率いる一帯は海峡突破に成功したが、本隊と分断され、当初朝鮮水軍が待ち伏せしていた観音浦に逆に押し寄せ、浅い瀬に座礁して船を失い、徒歩で南海道を横断して東岸に脱出しなければならない状況も起きた。主将の島津義弘の乗船も潮に流されて後落し、敵船から熊手などを掛けられ切り込まれそうになる窮地に陥り、他家の救援も得てようやく脱出できたと伝えられる。
この戦いについて、島津家臣の川上久国は自身の日記で海戦にも敵の偵察を用心し、善戦した立花高橋軍に比べ自軍の死傷甚大を嘆いていると記述した、また、宗茂は朝鮮船六十隻を捕獲して日本軍の撤退に用いた。
このように戦況は日本軍に不利であり、夜が明けるころには大勢は決し、日本側の撤退により戦闘は終結した。一方で明・朝鮮連合軍が包囲を解き日本側援軍を攻撃に出撃していることを察知した小西行長は脱出を試みた。
明・朝鮮側史料では勝利を強調しているが、明軍の副将鄧子龍、朝鮮軍の主将李舜臣、さらに李英男(加里浦僉使)、方徳龍(樂安郡守)、高得蒋(興陽県監)、李彦良といった者の戦死が記録され、一時突出した明軍の主将陳璘も日本軍の包囲から危うく逃れたとされている。日本軍側文献では有力な人物の戦死者は記述されておらず、征韓録では島津軍戦死者を実名で26名挙げている。

## 海戦後の経緯
順天倭城の小西軍は封鎖が解けたのを見て、19日早朝に順天倭城を船出し、海戦の生じた朝鮮半島南部と南海島北部の海峡ルートを避け、南海島の南を大きく迂回して翌20日に、無事巨済島に到着した。小西軍が露梁海戦に参加することは無かった。同じく20日、南海島に残った樺山ら約五百の島津兵も順次海路を使って収容し、西部方面の日本軍は撤退を完了する。

## 結果
文献では双方が勝利として記述している。明・朝鮮側は夜間からの待ち伏せであったにもかかわらず、結局は開囲を決断することで小西行長軍に撤退を許したうえ海戦では日本側の将クラスの首級は挙げられず、李舜臣、鄧子龍、李英男、方徳龍、高得蒋、李彦良ら諸将を戦死させ失った。一方で日本側は小西軍の撤兵は成功させたものの、夜間の待ち伏せから開始された戦闘は終始不利であった。双方の部隊とも被害は甚大で、痛み分けであったといえるが、戦術的には苦戦を強いられた日本軍の勇戦がめだち、多数の捕虜を得ることで戦勝を証明しようとしていた明・朝鮮側の戦略の意図を破綻させた。

## 備考

### 史料
交戦を記録する当時の史料は明の正史を記す「明史」(卷247)、李舜臣の戦中日記である「乱中日記」、李氏朝鮮時代の通史である朝鮮王朝実録、日本側では島津義弘に仕え覚書としてまとめた「薩摩朝鮮軍記」（淵辺量右衛門元真）、川上久国「川上久国雑記」「泗川御在陣記」などがあり、このほか政権中央にいた立場の者としての回想記に柳成龍「懲毖録」がある。これ以外に後世の編纂史料として島津久通「征韓録」（1671年）、川口長孺「征韓偉略」などがある。このほか参謀本部編「日本戦史・朝鮮役（本編・附記）」（偕行社、大正13）冒頭には膨大な史料が列記されているものの、本海戦について言及された箇所については研究が未整備な状況である。

### 参加兵力について
日本側兵力は五百隻とも三百隻とも言われるが、どちらも日本側史料によるものではなくその実数や構成・兵数は不詳である。参考としては、五家の動員定数は合計1万7千ほど（島津1万、立花5千、宗1千、高橋5百、寺沢1千）であったが、実際の動員数はその八割程度とする見方があり、文禄の役においては島津勢の非戦闘員の割合は約4割であり
、立花勢の非戦闘員の割合は約5割であった。
なお、日本側の損失は二百隻(「朝鮮王朝実録」、「懲毖録」)とされる場合があるが、日本側の記録により裏付けられるものではない。島津家の公式記録『征韓録』には、船舶の損害について「夥し」とあるものの具体的な数字は上げられておらず、戦死者も二六名の名を挙げ「其外戦死の人々多し」とあるのみである。
明・朝鮮水軍についても具体的な参加兵力は不詳である。明水軍については『明史』に派遣の際に陳璘に与えられた兵力として兵一万三千余、戦艦数百とあり、さらに『乱中日記』に順天城攻めの最中に明水軍遊撃将王元周らが百余隻を率いて着到した記述がある（ただし、これが当初の兵数に含まれるのか増援なのかは不明である）。他方、日本側史料に海戦時のものとして明船五六百隻、朝鮮船百隻との数字を上げたものがあり、参謀本部編纂の『日本戦史　朝鮮役』では合わせて五百隻の数字を採っている。なお、朝鮮水軍については『懲毖録』に順天の戦い以前の兵数として八千余人とあり、また『宣祖実録』に明水軍一万九千四百、朝鮮水軍七千三百二十八人とある。明・朝鮮軍の喪失数は、明・朝鮮側史料にあるのは戦果報告ばかりのため不詳だが、日本側史料には『征韓録』に朝鮮船四隻、明船二隻を切り捕らえたや、島津家臣の川上久国『泗川御在陣記』に露梁海戦について、立花宗茂は朝鮮船六十隻を捕獲したと記述がある。

### 李舜臣の戦死について
朝鮮の官僚である柳成龍が記した「懲毖録」では、李舜臣の死のことを『李舜臣は日本軍を大いに撃破し、これを追撃している最中に鉄砲の弾丸で戦死した』と記しているが、同じ朝鮮側の文献である「乱中雑録」では「砲賊伏於船尾、向舜臣斉発、舜臣中丸、不省人事」（鉄砲を持った賊（倭人）が船尾に伏せており、舜臣に向け斉射したところ弾が当たり人事不省となった）と記述されている。中国の史料の「明史」では、『舜臣は鄧子龍を救援に赴き戦死した』とのみ記されている。
日本側文献の『征韓録』によれば、小船で先出してきた鄧子龍が従卒二百余兵とともに討ち取られるのを救援に進出してきたところを和兵に囲まれ船を乗っ取られたとのみ記し、死に至る詳細については残されていない。

### 日本側捕虜について
この海戦及びその前後の戦い前後に捕虜となった61名の日本兵（降倭）は、朝鮮側より明側に献納され、明の万暦27年（日本の慶長4年/1599年）に北京で全員が処刑された。同年4月、北京での降倭の献俘式に先だって、兵部尚書として明軍の責任者となった邢玠が万暦帝に上奏した『経略御倭奏議』の中に降倭に関する報告書「献俘疏」に次の内容がある。降倭のうち、特に重要とされたのは「平秀政」と「平正成」と呼ばれる人物で、前者は薩摩出身の島津義弘の族姪で京都で豊臣秀吉の養子になった後に朝鮮に派遣されたとされている。後者も当初前線からは島津氏の一族と報告されていたが兵部の役人の中から「秀吉の家臣である寺沢正成ではないのか？」と疑問を出されたために訂正をしたことが記されている。また、露梁海戦において石曼子の二兄（島津義弘）を討ち取って首を挙げ、「平秀政」と「平正成」に確認させたところ慟哭したという。だが、日本側の資料に「平秀政」に相当する人物は存在しておらず、また寺沢正成や島津義弘も無事帰還している。これは突然の日本軍撤退によって日本軍の主だった武将を1人も捕縛出来なかった責任を追及されることを恐れた明軍が事実関係を捏造して皇帝に成果を大袈裟に報告したものであると考えられている。また、献俘式で俘虜を皇帝に目通りさせる際に演出として敵軍の首魁とも言うべき大将級の俘虜を必要とした事情もあったと見られる。これとは別に対馬の住人・梯七大夫と同一人物と推定され、小西行長と李氏朝鮮の間を往復して和平工作に従事していた要時羅も海戦直前の6月に明将との会見中に捕縛されて明に送られたことが知ることが出来る。後に刑部・礼部の意見によって「平秀政」と「平正成」は凌遅処死、要時羅ほか残り59名全員が斬刑とされた。

## 関連作品
映画
- 『ノリャン -死の海-』……露梁海戦を題材とした2023年の韓国映画。

## 文献情報
- 「明史/卷247」
- 『日本戦史・朝鮮役補伝』 - 国立国会図書館デジタルコレクション

座標: 北緯34度56分43秒 東経127度52分35秒 / 北緯34.94528度 東経127.87639度